# Pirakovec
Pirakovec je selo zapadno od Vrbovca. 

## Povijest
Godine 1460. ovdje se nalazi feudalni posjed koji pripada donjem dijelu gospoštije Rakovec, kasnije obitelji Erdody. 
Godine 1880. u ovo naselje je uključen zaselak Erdeljsko.

## Stanovništvo
| broj stanovnika | 152   | 159   | 177   | 188   | 207   | 223   | 247   | 241   | 193   | 190   | 180   | 149   | 130   | 116   | 111   | 170   | 149   |
|                 | 1857. | 1869. | 1880. | 1890. | 1900. | 1910. | 1921. | 1931. | 1948. | 1953. | 1961. | 1971. | 1981. | 1991. | 2001. | 2011. | 2021. |

## Poznate osobe
Ivan Sović Sova, hrvatski pjesnik, pjevač, putopisac, planinar, fotograf